# Fanny Cochrane Smith
Fanny Cochrane Smith (Isla Flinders, diciembre,  1834- Port Cygnet, 24 de febrero de 1905) fue una aborigen, la primera en nacer tras el traslado de la población indígena de Tasmania a Wybalena, en la isla Flinders. Es famosa por sus grabaciones de canciones aborígenes en cilindros de cera, grabaciones que representan el único registro sonoro de una lengua aborigen de Tasmania.
Tuvo 11 hijos y un porcentaje no desdeñable de la población aborigen actual de Tasmania son descendientes suyos. Existe alguna polémica sobre la fecha exacta de su muerte, tras el fallecimiento de Truganini ella se identificó como la última aborigen pura de Tasmania.
Cochrane estaba orgullosa de su identidad y tenía conocimientos sobre recolección de alimentos y medicina herbolaria.
Murió de neumonía y pleuresía el 24 de febrero de 1905, en Port Cygnet.

## Grabaciones

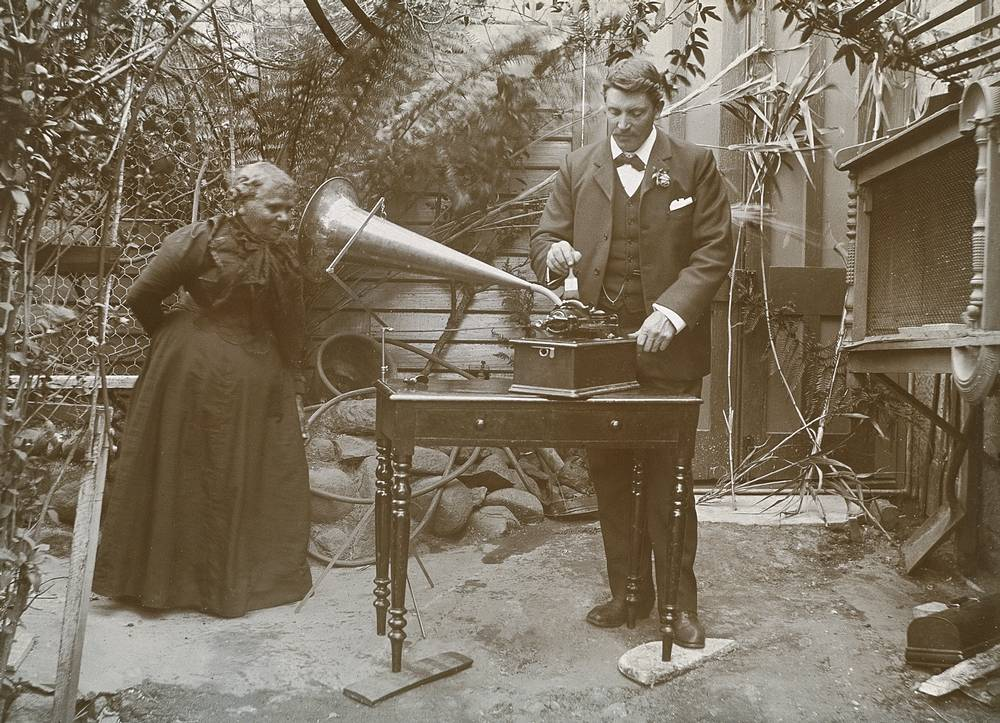
Cochrane realizando las grabaciones en colaboración con Horace Watson, las únicas que han perdurado como únicos registros sonoros de su idioma.

Entre 1899 y 1905 realizó grabaciones en uno de los primeros fonógrafos, registró las canciones que conocía en su idioma. La grabación de las canciones de Smith sirvió de inspiración al cantante australiano de folk Bruce Watson, que escribió "El hombre y la mujer y el fonógrafo de Edison". El abuelo de Watson, llamado Horace, había colaborado en la grabación de Cochrane. En el museo nacional de Australia está una fotografía del señor Watson con la señora Cochrane.